# Chạy đua tiến hóa
Chạy đua tiến hóa là một cuộc đua tranh biến đổi giữa các bộ gen đang ngày càng phát triển cùng các tính trạng hoặc các loài đang cạnh tranh sinh học lẫn nhau để tiến triển thích ứng và thích nghi với nhau, giống như một cuộc chạy đua vũ trang thực thụ. Các gen cùng tiến triển có thể ở các loài khác nhau, như trong một cuộc chạy đua vũ trang tiến hóa giữa một loài ăn thịt và con mồi, hoặc ký sinh trùng và vật chủ của nó. Ngoài ra, cuộc chạy đua tiến hóa có thể xảy ra giữa các thành viên của cùng một loài (để hình thành các loài mới) hoặc các cá thể khác loài.

## Tổng quan
Các cuộc chạy đua tiến hoá thậm chí có thể được biểu hiện giữa con người và vi sinh vật, nơi các nhà nghiên cứu y học sản xuất ra kháng sinh, và vi sinh vật tiến hóa thành các chủng mới có khả năng chống chịu cao hơn, nhất là hiện tượng kháng thuốc kháng sinh (lờn thuốc). Các cuộc chạy đua tiến hoá thường tiến triển khi một đặc điểm chỉ có lợi khi so với dân số nói chung. Ví dụ, nếu một cây có một đột biến làm cho nó cao hơn, nó sẽ có một lợi thế do hưởng được lượng ánh sáng mặt trời nhiều hơn. Nhưng ngay khi những cây khác đạt đến cùng chiều cao, nó sẽ mất đi lợi thế đó. Ngay khi cây cao lên, nó có lợi thế.

## Điển hình
Một ví dụ khác về sự tiến hóa chạy đua trong lựa chọn giới tính là một con hươu nai sừng tấm có gạc lớn làm cho một con nai đực có nhiều khả năng để giành và chiếm trọng một người bạn đời hay bạn tình của nó. Trong thực tế, có gạc lớn là một yêu cầu để dành chiến thắng trong cuộc ve vãn các con cái. Kết quả là, những con hươu tiến hóa là những con hươu tiêu tốn nhiều năng lượng trong việc duy trì và chiến đấu. Vào cuối mùa giao phối, một con hươu đực trưởng thành trung bình mất 25% trọng lượng cơ thể vì chiến đấu dẫn đến chúng trở nên hốc hác, tiều tụy, và nó phải bù đắp trước khi mùa đông bắt đầu. Ngoài ra, việc phát triển bộ sừng đồ sộ có thể khiến nó dễ dàng trở thành con mồi hơn khi chạy trốn trong rừng vì cặp sừng lớn sẽ dễ vướng víu.
Một ví dụ khác là sự sản sinh ra tetrodotoxin (TTX) ở sa giông da nhám và sự tiến hóa khả năng kháng tetrodotoxin ở kẻ săn mồi của nó, rắn Thamnophis sirtalis chuyên ăn sa giông. Trong cặp kẻ săn mồi-con mồi này, như một cuộc chạy đua vũ trang tiến hóa đã sinh ra độc tính ngày càng cao ở chất độc sa giông và khả năng kháng độc cao tương ứng ở rắn.
Để đối phó với kẻ thù là loài dơi, loài bướm đêm đã phát triển một cơ chế phòng vệ dùng cơ quan sinh dục phóng ra các luồng sóng siêu âm. Trong những hang động tối tăm và các khu rừng rậm rạp trên thế giới, một cuộc chiến tiến hóa dai dẳng và kịch tích kéo dài 65 triệu năm đang diễn ra giữa loài dơi với bướm đêm. Rõ ràng bướm đêm là kẻ yếu, nhưng oài này đã tìm được những biện pháp tài tình để chống lại vũ khí lợi hại của kẻ thù, loài bướm đêm lớn có khả năng làm nhiễu tín hiệu định vị mà dơi sử dụng trong cuộc rượt đuổi trường kỳ trong bóng đêm.
Khi bị dơi truy đuổi, chúng chà xát bộ phận sinh dục vào bụng để tạo ra sóng siêu âm, có tác dụng làm nhiễu khả năng xác định phương hướng của kẻ thù. Tín hiệu siêu âm của loài côn trùng này có thể đóng vai trò như một lời cảnh báo rằng chúng cũng đang có vũ khí, như chân đầy gai, hoặc khiến dơi bị xáo trộn. Trước đó, bướm hổ là loài duy nhất được ghi nhận có khả năng làm nhiễu sóng của dơi. cả bướm đêm lớn lẫn bướm hổ đều sở hữu đôi tai phát hiện được sóng định vị của dơi, đồng thời có luôn khả năng phản ứng bằng cách phát trả lại dạng sóng tương tự. Điểm khác nhau ở đây là tai của bướm đêm lớn ở trên mặt, còn tai bướm hổ ở phần ngực. Và bướm hổ cũng phát tín hiệu siêu âm bằng cách dùng các màng ở vùng ngực.
Sa giông gân Tây Ban Nha có cách tự vệ bằng xương sườn. Sa giông có xương sườn Iberia khi bị tấn công, các xương sườn của loài sa giông này sẽ đâm xuyên qua da. Những chiếc xương sau đó sẽ đóng vai trò như gai ngạnh, được bao phủ trong một dịch tiết cực độc, giúp sa giông không bị cắn. Theo đó, sa giông Tây Ban Nha có thể co rút các cơ bắp để xương sườn đâm ra ngoài. Tuy nhiên, có ý kiến cho rằng loài sa giông này đã tìm cách xoay chuyển xương sườn của mình cho đến khi điểm nhọn của xương để đâm qua da. Nhờ vào khả năng khiến xương sườn sắc nhọn đâm xuyên qua da, tạo thành một lớp gai nhọn để bảo vệ cơ thể. Những chiếc xương sườn này, trong quá trình được đưa ra ngoài, sẽ được bao phủ một lớp độc từ một bộ phận trên cơ thể, giúp vũ khí của chúng thêm lợi hại. Ngoài ra, sa giông Tây Ban Nha có hệ thống miễn dịch rất tốt, giúp lớp da của chúng lành nhanh và không bao giờ bị nhiễm trùng.
Ếch lông (Trichobatrachus robustus) có nguồn gốc từ Cameroon, loài ếch này có cái tên khá đặc biệt là "ếch lông" do cơ thể chúng được bao phủ bởi một lớp lông, khác với ếch thông thường hô hấp bằng da, lông của loài ếch này đóng vai trò như mang của loài cá, giúp chúng hô hấp một cách dễ dàng trong nước, điểm đặc biệt hơn cả của ếch lông chính là ở khả năng tự vệ, loài ếch này tự làm gãy xương của mình, tự bẻ gãy các xương ngón chân để chọc thủng da, biến chúng thành móng vuốt sắc nhọn. Các xương gãy đâm xuyên qua lớp da gan bàn chân của chúng, hình thành móng vuốt giống như nhân vật dị nhân người sói Wolverine. Chúng có những đốt xương nhỏ được giấu dưới mô các đầu ngón chân. Bình thường, các móng này được giữ chặt bằng các sợi collagen chắc chắn, nhưng khi bị đe dọa, ếch sẽ làm đứt mối nối này và đẩy móng ra ngoài. Sau khi móng được thu lại như cũ, các mô bị tổn thương sẽ tự tái tạo lại.